# 제시카 헤닉
제시카 헤닉(영어: Jessica Henwick, 1992년 8월 30일 ~ )은 잉글랜드의 배우이다. BBC 드라마 《영혼의 전사들》(Spirit Warriors)의 주인공 보 역으로 데뷔하였는데, 이는 영국 드라마에서 동아시아계 배우가 첫 주연을 맡은 사례다. 이후 미국으로 건너가 《왕좌의 게임》의 나이메리아 역, 《아이언 피스트》의 콜린 윙 역으로 출연하여 인지도를 높였다.

## 생애와 경력
1992년 잉글랜드 남부 서리주에서 태어났다. 어머니는 싱가포르인이고, 아버지는 잠비아 출신의 영국인 소설가 마크 헤닉이다. 삼남매로 위아래로 오빠와 남동생이 있다.
어렸을 때부터 연기자를 꿈꾸었고 레드루프스 연극학교(Redroofs Theatre School)에서 공부했다. 2009년 16세의 나이로 BBC의 어린이 드라마 《영혼의 전사들》의 주인공 '보' 역으로 데뷔했는데, 이는 영국 드라마 최초로 동양계 배우가 주인공을 맡은 사례였다. 본래 이 역할은 남자아이 역이었고 처음에 캐스팅콜을 본 헤닉과 헤닉의 어머니가 장난으로 헤닉의 오빠를 출연케 하려다가, 연기 경험이 있는 헤닉에게 역할이 주어지게 된 것이다.
이후 여러 드라마의 단역으로 출연하였다. 2013년 줄리아 도널드슨 소설 원작의 연극 《러닝 온 더 크랙》에 출연하여 연극 무대에 진출한다. 헤닉의 연기는 각종 매체의 호평을 받았다. 그 이듬해에는 실화 기반의 범죄 드라마 《옵세션: 다크 디자이어》와 《실크》에 연이어 출연한다. 2015년에는 유명 프랜차이즈 극 《스타워즈: 깨어난 포스》와 《왕좌의 게임》 시즌 5에 캐스팅되었다. 《스타워즈》에서의 배역은 파일럿 '파바' 역인데 다만 헬멧을 쓰고 있었기에 얼굴이 제대로 나오지는 못했다. 반면 《왕좌의 게임》에서의 오버린 마텔의 딸 나이메리아 샌즈 역으로는 채찍과 창을 이용한 액션을 선보여 시청자들의 눈길을 끌었고, 시즌 7까지 출연하였다.
《왕좌의 게임》 이후 넷플릭스에서 제작하는 마블 시네마틱 유니버스 드라마 《아이언 피스트》에서, 주인공 아이언 피스트의 조력자이자 연인인 콜린 윙 역으로 캐스팅되었다. 콜린 윙은 헤닉과 마찬가지로 동양인 여성 캐릭터이며, 데뷔 때부터 무술을 연마했던 헤닉의 경험을 살릴 수 있는 무술가 캐릭터이다. 《아이언 피스트》는 비록 공개 후에는 혹평을 받았지만 헤닉의 캐릭터 콜린만큼은 좋은 반응을 이끌어냈다. 콜린 윙은 속편이자 넷플릭스 마블 시리즈의 크로스오버 작품 《디펜더스》에도 등장했고, 《루크 케이지》에도 게스트 출연하였다.
마블 이후 헤닉은 대형 프랜차이즈 영화에 여럿 캐스팅되었다. 2017년에는 크리스틴 스튜어트 주연의 SF 영화 《언더워터》에 T. J. 밀러와 함께 캐스팅되었다. 2018년에는 《고질라: 킹 오브 몬스터》 속편 《고질라 vs. 콩》에 캐스팅되었다. 2019년 10월 《매트릭스 4》의 여주인공으로 캐스팅되었다.

## 출연작 목록

### 영화
| 연도 | 제목                         | 원제                              | 배역                           | 비고   |
| ---- | ---------------------------- | --------------------------------- | ------------------------------ | ------ |
| 2015 | 스타워즈: 깨어난 포스        | Star Wars: The Force Awakens      | 제스 테스터 파바 (제시카 파바) |        |
| 2017 | 뉴니스                       | Newness                           | 조앤                           |        |
| 2020 | 언더워터                     | Underwater                        | 에밀리 헤이버섐                |        |
| 2020 | 온 더 록스                   | On the Rocks                      | 피오나 손더스                  |        |
| 2020 | 러브 앤 몬스터즈             | Love and Monsters                 | 에이미                         |        |
| 2021 | 매트릭스: 리저렉션           | The Matrix Resurrections          | 벅스                           |        |
| 2022 | 그레이 맨                    | The Gray Man                      | 수잔 브루어                    |        |
| 2022 | 나이브스 아웃: 글래스 어니언 | Glass Onion: A Knives Out Mystery | 팩                             |        |
| 2023 | 쿠쿠                         | Cuckoo                            | 미정                           | 제작중 |
| 2023 | 로열 호텔                    | The Royal Hotel                   | 리브                           | 제작중 |

### 텔레비전 드라마
| 연도    | 제목                       | 원제                      | 배역            | 비고                          |
| ------- | -------------------------- | ------------------------- | --------------- | ----------------------------- |
| 2009-10 | 혼의 전사들                | Spirit Warriors           | 보              | 주역                          |
| 2012    | 시크 오브 잇               | The Thick of It           | 샬럿            |                               |
| 2014    | 집착: 어두운 욕망          | Obsession: Dark Desires   | 제인 정 트렌카  | "Silent Scream" 에피소드 출연 |
| 2014    | 실크                       | Silk                      | 에이미 랭       | 5회분 출연                    |
| 2014    | 루이스                     | Lewis                     | 클로이 일슨     | 2회분 출연                    |
| 2015-17 | 왕좌의 게임                | Game of Thrones           | 나이메리아 샌드 | 8회분 출연                    |
| 2016    | 포티튜드                   | Fortitude                 | 비앙카          |                               |
| 2017-18 | 아이언 피스트              | Iron Fist                 | 콜린 윙         | 주역                          |
| 2017    | 디펜더스                   | The Defenders             | 콜린 윙         | 주역                          |
| 2018    | 루크 케이지                | Luke Cage                 | 콜린 윙         | 시즌 2 〈폭발〉편 출연        |
| 2020    | 블러드 오브 제우스         | Blood of Zeus             | 알렉시아        | 애니메이션                    |
| 2021    | 몰리                       | Moley                     | 도티            | 애니메이션                    |
| 2021-22 | 블레이드 러너: 블랙 로터스 | Blade Runner: Black Lotus | 엘              | 애니메이션                    |
| 2022    | 신들의 황혼                | Twilight of the Gods      | 산드라우디가    | 제작중                        |